# والت هانسجن
والتر ادوین هانسجن (انگلیسی: Walter Edwin Hansgen؛ زادهٔ ۲۸ اکتبر ۱۹۱۹ در وستفیلد، نیوجرسی – درگذشتهٔ ۷ آوریل ۱۹۶۶ در اورلئان، فرانسه) رانندهٔ مسابقات اتومبیل‌رانی فرمول یک اهل ایالات متحده آمریکا بود.

## نتایج در مسابقات

### نتایج کامل در مسابقات جهانی فرمول یک
(کلید)
| سال  | شرکت‌کننده | شاسی      | موتور        | ۱      | ۲    | ۳     | ۴      | ۵        | ۶     | ۷       | ۸         | ۹        | ۱۰    | قهرمانی رانندگان | امتیاز |
| ---- | --------- | --------- | ------------ | ------ | ---- | ----- | ------ | -------- | ----- | ------- | --------- | -------- | ----- | ---------------- | ------ |
| ۱۹۶۱ | شرکت مومو | کوپر تی۵۳ | کلیمکس ۴-خطی | موناکو | هلند | بلژیک | فرانسه | بریتانیا | آلمان | ایتالیا | آمریکا ب. |          |       | ر.ن.             | ۰      |
| ۱۹۶۴ | تیم لوتوس | لوتوس ۳۳  | کلیمکس وی۸   | موناکو | هلند | بلژیک | فرانسه | بریتانیا | آلمان | اتریش   | ایتالیا   | آمریکا ۵ | مکزیک | شانزدهم          | ۲      |

#### ایندیاناپلیس ۵۰۰
| سال  | شاسی   | موتور | شروع | پایان | تیم      |
| ---- | ------ | ----- | ---- | ----- | -------- |
| ۱۹۶۴ | هوفاکر | آفی   | ۱۰   | ۱۳    | کجل کوال |
| ۱۹۶۵ | هوفاکر | آفی   | ۲۱   | ۱۴    | کجل کوال |

## کتاب‌ها
- Michael Argetsinger, Walt Hansgen, His Life and the History of Post-War American Road Racing, David Bull Publishing, 2006, شابک ‎۱−۸۹۳۶۱۸−۵۴−۴